# (10964) Degraaff
(10964) Degraaff (3216 T-1) – planetoida z grupy pasa głównego asteroid okrążająca Słońce w ciągu 4,59 lat w średniej odległości 2,76 j.a. Odkryta 26 marca 1971 roku.